# Щомыслицкий сельсовет
Щомыслицкий сельсовет (бел. Шчо́мысліцкі сельсавет; до 1957 года — Подгайский сельсовет) — административно-территориальная единица Минского района Минской области Республики Беларусь. Административный центр — агрогородок Щомыслица.

## История
Щомыслицкий сельсовет образован в 1957 году в результате реорганизации трёх сельсоветов (Строчицкий сельсовет, Подгайский сельсовет, Медвежинский сельсовет).

## Географическое положение
Сельсовет граничит на севере с Минском, северо-восточнее с Ждановичским сельсоветом, на востоке с Хатежинским сельсоветом, на юго-востоке с Дзержинским сельсоветом, а на юго-западе с Сеницким сельсоветом.

## Состав
Щомыслицкий сельсовет включает 17 населённых пунктов:
- Антонишки — деревня.
- Богатырёво — деревня.
- Волковичи — деревня.
- Городище — деревня.
- Дворицкая Слобода — деревня.
- Заболотье — деревня.
- Лецковщина — деревня.
- Малиновка — деревня.
- Новая Вёска — деревня.
- Новый Двор — деревня.
- Озерцо — агрогородок.
- Поповичи — деревня.
- Прилукская Слобода — деревня.
- Прилучки — деревня.
- Строчица — деревня.
- Ходаково — деревня.
- Щомыслица — агрогородок.

## Культура и досуг
- Щомыслицкий Дом культуры
- Белорусский государственный музей народной архитектуры и быта (расположен между населёнными пунктами Озерцо и Строчица)
- В Городище при раскопках в усадьбе-музее Старый Минск на донцах горшков XI века найдены трезубцы. По мнению некоторых исследователей, так обозначали сосуды из княжеского двора Всеслава Чародея.
- На территории сельсовета расположен Ботанический памятник природы республиканского значения «Дубрава».